# San Diego, Carabobo
San Diego là một thành phố thủ phủ đô thị San Diego. Thành phố này nằm ở phía bắc hòn Valencia ở Carabobo. Đây là một bộ phận của vùng đô thị Valencia, Venezuela.
Thành phố là một vùng trung tâm nông nghiệp và đang phát triển mạnh những năm gần đây với nhiều vùng đất nông nghiệp được đô thị hóa. Ngành dịch vụ đã vượt qua nông nghiệp để trở thành ngành chính của thành phố này. Dân số của đô thị ước tính khoảng 200.000 người. Sông San Diego chảy từ vùng núi phía bắc qua thành phố và đổ vào hồ Valencia.